# Tenuipalpus melhaniae
Tenuipalpus melhaniae är en spindeldjursart som beskrevs av Meyer 1979. Tenuipalpus melhaniae ingår i släktet Tenuipalpus och familjen Tenuipalpidae. Inga underarter finns listade i Catalogue of Life.